# Tabernaemontana cerea
Tabernaemontana cerea är en oleanderväxtart som först beskrevs av Robert Everard Woodson, och fick sitt nu gällande namn av A.J.M. Leeuwenberg. Tabernaemontana cerea ingår i släktet Tabernaemontana och familjen oleanderväxter. Inga underarter finns listade i Catalogue of Life.